# 세실봉

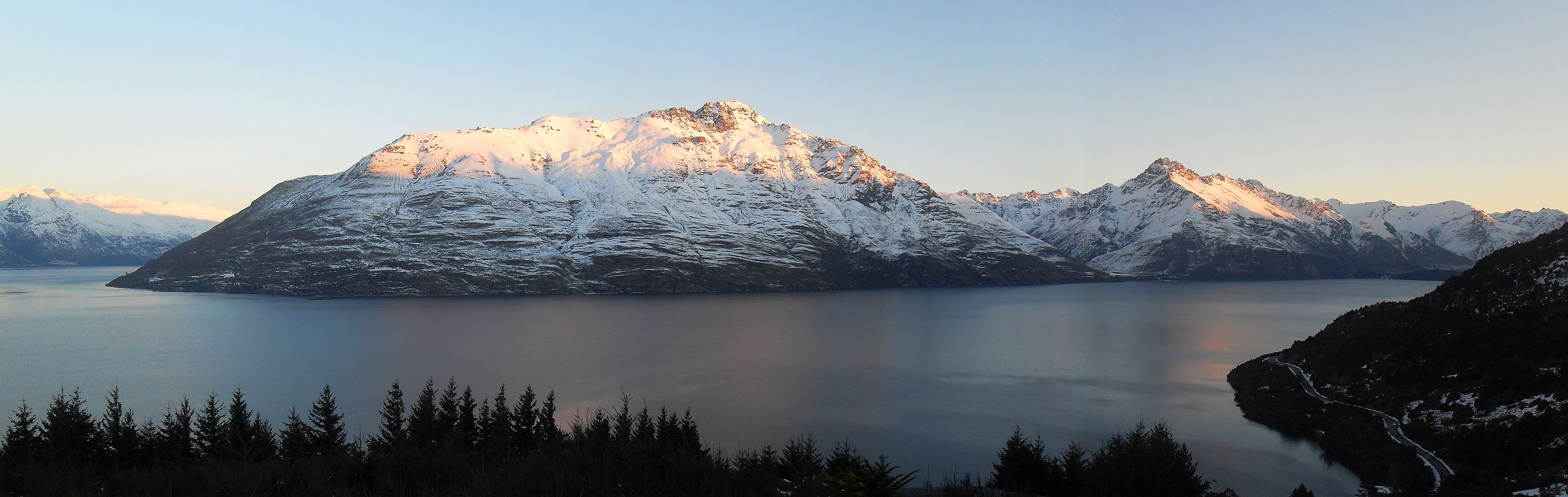
펀힐(Fernhill)에서 본 세실봉(왼쪽)과 월터봉(오른쪽)

세실봉(영어: Cecil Peak)은 뉴질랜드 와카티푸 분지에 위치한 산으로 높이는 1,978m이다. 퀸스타운에 위치한 와카티푸호의 남쪽과 남서쪽에 걸쳐 있으며 이 지역 주변에서 매우 두드러진다. 세실봉과 인근에 위치한 월터봉(Walter Peak)은 1862년에 뉴질랜드의 측량사였던 제임스 매커로(James McKerrow)가 윌리엄 길버트 리스(William Gilbert Rees)의 아들의 이름을 따서 명명되었다.
식생은 주로 목장과의 임대 계약을 통해 재배된 풀, 수평선 근처에 분포하는 나무가 많은 편이다. 히든섬은 와카티푸호에 위치한 4개의 섬 가운데 하나로 세실봉의 해안선과 가까운 편이다. 2010년 3월 27일에는 현지 음악 밴드가 자연에서 열린 야외 콘서트를 통해 핑크 플로이드의 노래를 연주했다.